# Walenty Dąbek
Walenty Dąbek ps. „Dąbrowa“ (ur. 13 marca 1907 w Kosinie, zm. 2 marca 1995 w Krakowie) – polski wojskowy i pracownik łączności. 

## Życiorys
W 1919 podjął naukę w Gimnazjum im. Henryka Sienkiewicza w Łańcucie, a w 1927 zdał tam maturę. W 1928 rozpoczął pracę w Urzędzie Pocztowym w Łucku, w tym samym roku został jednak powołany do odbycia zasadniczej służby wojskowej. Ukończył Szkołę Podchorążych Rezerwy Piechoty nr 9 w Berezie Kartuskiej. Następnie powrócił do pracy w łączności.
W 1932 uzyskał awans na stopień podporucznika rezerwy 7 Pułku Piechoty Legionów. Pracował następnie w Urzędzie Pocztowo-Telekomunikacyjnym w Lublinie. W 1936 uzyskał magisterium na Wydziale Prawa Katolickiego Uniwersytetu Lubelskiego. W 1938 awansowany na porucznika rezerwy.
Pod koniec sierpnia 1939 oddelegowany do Łucka. Podczas kampanii wrześniowej zajmował się organizowaniem cenzury pocztowej i telekomunikacyjnej oraz podsłuchów i budowy linii telekomunikacyjnych dla władz. Po zakończeniu kampanii wrześniowej powrócił do Lublina. W grudniu tego samego roku uniknął aresztowania przez żandarmerię i powrócił do rodziny w Kosinie. 15 stycznia 1940 został zaprzysiężony do Związku Walki Zbrojnej.
W latach 1940−1944 pełnił funkcję oficera łączności Obwodu Łańcut Armii Krajowej. 11 listopada 1944 został odznaczony Krzyżem Walecznych i awansowany na stopień kapitana. Od jesieni 1944 ukrywał się ze względu na groźbę aresztowania przez milicję. Wyjechał następnie do Lublina, a w 1945 przybył do Krakowa, wkrótce potem podjął pracę w Urzędzie Pocztowym w Oświęcimiu.
W grudniu 1952 został aresztowany przez UB i oskarżony o działalność w WiN. W 1953 otrzymał wyrok czterech lat więzienia, został jednak zwolniony na mocy amnestii po dwóch latach i ośmiu miesiącach w więzieniu. W 2001 wyrok ten został uznany za nieważny.